# Syzygium densiflorum
Syzygium densiflorum är en myrtenväxtart som beskrevs av Nathaniel Wallich, Robert Wight och George Arnott Walker Arnott. Syzygium densiflorum ingår i släktet Syzygium och familjen myrtenväxter. IUCN kategoriserar arten globalt som sårbar. Inga underarter finns listade i Catalogue of Life.